# 井筒しま
井筒 しま（いづつ しま、1998年7月30日 - ）は、千葉県市川市出身の日本の女優。株式会社G-STAR.PRO所属。身長164cm。血液型O型。愛称しまちゃん。いっちゃん。

## 略歴
2020年8月20日、UNITED PRODUCTIONSが制作に入った映画『くれなずめ』への出演を機にゼストに所属。
2023年11月よりG-STAR.PROに移籍。

## 人物
- 日本人と台湾人のハーフ
- 元理系大学生。生命科学を専攻
- 中高理科教員免許取得済

## 出演

### 映画

#### 長編映画
- SUNNY 強い気持ち・強い愛（2018年8月31日、東宝、大根仁監督） - クラスメイト 役
- 癒しのこころみ〜自分を好きになる方法〜（2020年7月3日、篠原哲雄監督）
- 10LDK（2020年10月） - 看護師 役
- くれなずめ（2021年4月29日、東京テアトル、松居大悟監督） - 店長 役
- よもつへぐい（2021年、松本了監督） - 日下部静子 役
- フリークスの雨傘（2022年、山本俊輔監督） - 佐藤梅子 役
- キムソジュン（2022年、小川北人監督） - 趙香苗 役
- 有り、触れた、未来（2023年、山本透監督） - 夢香の母 役
- 野球どアホウ未亡人（2023年、小野峻志監督） - 水原春代 役[2]
- Good Luck My Load　(2023年12月16日、中村英児監督)　- ヒロイン 緒方初音役
- SHIKI A Story-eden-（2024年春公開予定、長野泰隆監督）- 主演
- アイチェルカーレ（2025年3月8日公開、小池匠監督）[3]
- 映画『うぉっしゅ』（2025年5月2日公開予定、岡﨑育之介監督）- 小雪 役
- キラー・ゴールドフィッシュ（2025年5月2日公開予定、ユキヒコツツミ監督）

#### 短編映画
- 私、女優やめようかな（2019年3月、中西健二監督） - 土屋朋子 役
- 世界は二人のために（2020年8月、高橋浩監督） - ヒロイン・鈴木 妻 役
- 縁の下の恋（2021年10月、冨田卓監督） - 主演・花橋莉来 役
- アンフィニ〜2021〜（2021年10月、井坂聡監督） - 山下莉子 役

### ドラマ
- オトナの土ドラ「いつまでも白い羽根」（2018年4月7日 - 5月26日、東海テレビ） - 回想女子高生 役
- PLAY（2020年5月、チバテレビ） - 七海光 役
- 妄想swichi（2020年9月、auスマートパスプレミアム） - サナ 役
- 現代怪奇百物語 参ノ章（2020年）- 日下部静子 役
- 束縛彼女（2020年、TOKYO MX）
- ラブコメの掟〜こじらせ女子と年下男子〜（2021年4月8日 - 6月24日、テレビ東京） - 野川未希 役
- 川越ミステリー案内 閉ざされた桃源郷（2022年3月18日、DRAMABASE） - 主人公 由以佳 役[4]
- 晩酌の流儀 シーズン2第3話（2023年7月、テレビ東京）- 聖羅 役[5]
- 夜ドラ『ユーミンストーリーズ』第3週「春よ、来い」（2024年3月18日 - 21日、NHK総合） - 須藤静香 役
- おっちゃんキッチン 第3話「見習いデザイナーの愚痴」（2024年9月20日 - 、TVer） - ウェブデザイナー 役[6]

### 舞台
- ピーターパン（ザムザ阿佐ヶ谷） - ヴェロニカ 役
- ぼくんち（池袋BOXinBOX） - ルミ子 役
- 悲しき天使（浅草九劇） - 小百合 役
- 時空警察SIG-RAIDER 彷徨～エトランジェ～（2021年1月23日 - 2021年1月31日、シアターグリーンBIG TREE THEATER） - 野分美由紀 役（時組）
- キ上の空論＃15『朱の人』（2022年4月13日 - 4月17日、本多劇場）
- シベリア少女鉄道 vol.35「アイ・アム・ア・ストーリー」（2022年10月12日 - 23日、シアター・アルファ東京）
- 不条理コントユニットMELT #2.5 『僕のトマソンー晩春ー』(2023年5月19日 - 2023年5月20日、シアター711)
- 演劇企画集団ジュニアファイブ第 15 回公演『明けない夜明け』（2023年7月14日 - 7月20日、東京芸術劇場シアターウエスト）
- グッドバイを聴かせて（2023年11月8日 - 2023年11月12日、ポケットスクエア 劇場MOMO） -　　信子 役
- モノノ怪〜座敷童子〜（2024年3月21日 - 24日、IMM THEATER / 3月29日 - 31日、COOL JAPAN PARK OSAKA WWホール / 4月4日 - 7日、IMM THEATER） - 若き久代 役[7]

### 配信
- 美少女図鑑制作オリジナルショートフィルム 『満ちる頃には』（YouTube、2025年）
- ＃トーキョーマッチングアプリ（TikTok、2025年）- 主演・こずえ 役

### ラジオ
- ハッシュタグZ（朝日放送ラジオ）- ゲスト
- 美羽フローラのMonday Trip from鶏笑（渋谷CrossFM）- ゲスト

### MV
- EINSHTEIN「Never Ever End」[8]

### その他
- サブウェイ公式イメージモデル（2021-2022）
- レプタイルズワールドイメージモデル（2020-2021）
- スズホームTVCM（2021）主演

### ディスコグラフィ
女優の卵展名義
- 『孵化』（2022年12月24日配信）[9]